# Jiří Zoufal
Jiří Zoufal (* 15. dubna 1948) byl český politik za Občanskou demokratickou stranu, po sametové revoluci československý poslanec Sněmovny národů Federálního shromáždění, na přelomu století ředitel zámku Štiřín. Je členem novinářského profesního sdružení Czech Travel Press.

## Biografie
Ve volbách roku 1992 byl zvolen za ODS, respektive za koalici ODS-KDS, do české části Sněmovny národů (volební obvod Středočeský kraj). Ve Federálním shromáždění setrval do zániku Československa v prosinci 1992. V živnostenském rejstříku se uvádí bytem Mladá Boleslav.
V roce 1993 působil jako ředitel vydavatelství Orbis. Na této pozici se zmiňuje ještě k roku 1996. V roce 1999 se stal ředitelem vládního štiřínského zámku. Později byl obžalován z machinací při zakázkách na opravu štířínského zámku v letech 2000-2001. V roce 2006 ovšem byl obvinění zproštěn. V roce 2010 městský soud v Praze zprostil bývalého generálního sekretáře ministerstva zahraničí Karla Srbu, Evu Tomšovicovou, bývalého ředitele Štiřína Jiřího Zoufala a jednatele jedné stavební firmy Petra Langera obžaloby z více než třináctimilionového podvodu na státu při rekonstrukci zámku Štiřín, příspěvkové organizace ministerstva zahraničí. Rozsudek nebyl pravomocný.